# Aeroportul Aomori
Aeroportul Aomori (IATA: AOJ, ICAO: RJSA) este un aeroport din Aomori, Prefectura Aomori, Japonia ce deservește zona Aomori. Aeroportul a fost tranzitat în decembrie 2020 de 30.738 de pasageri. A fost deschis în 1987 și numit după zona deservită.
Situat la o altitudine de 198 m, aeroportul dispune de 1 pistă. Este operat de Prefectura Aomori.

## Infrastructură

### Piste
Aeroportul dispune de o singură pistă. Pista 06/24 are suprafața de asfalt și dimensiunile 3.001 m × 60 m. 